# Винтем, Вильгельм фон
Вильгельм фон Винтем (1799—1847) — немецкий натуралист и энтомолог из Гамбурга. Расположение в портовом городе позволило ему собрать коллекцию со всего мира. Интересовался главным образом Diptera и Hymenoptera. Коллекция Двукрылых, принадлежавшая Винтему, была лучшей в его время.
Происходил из семьи гамбургских купцов с долгой историей. Сам он тоже сделался богатым коммерсантом.